# Propaganda și India în Al Doilea Război Mondial

Steagul Legiunii Indiene conduse de

De-a lungul celui de-al Doilea Război Mondial, atât puterile Axei, cât și Aliațilii au folosit propaganda ca să influențeze opiniile civililor și a trupelor indiene, pentru ca, în același timp, naționaliștii indieni au folosit propaganda atât în India, cât și în afara ei pentru promovarea cauzei independenței Indiei.

## Propaganda aliată în India

### Propaganda britanică în India

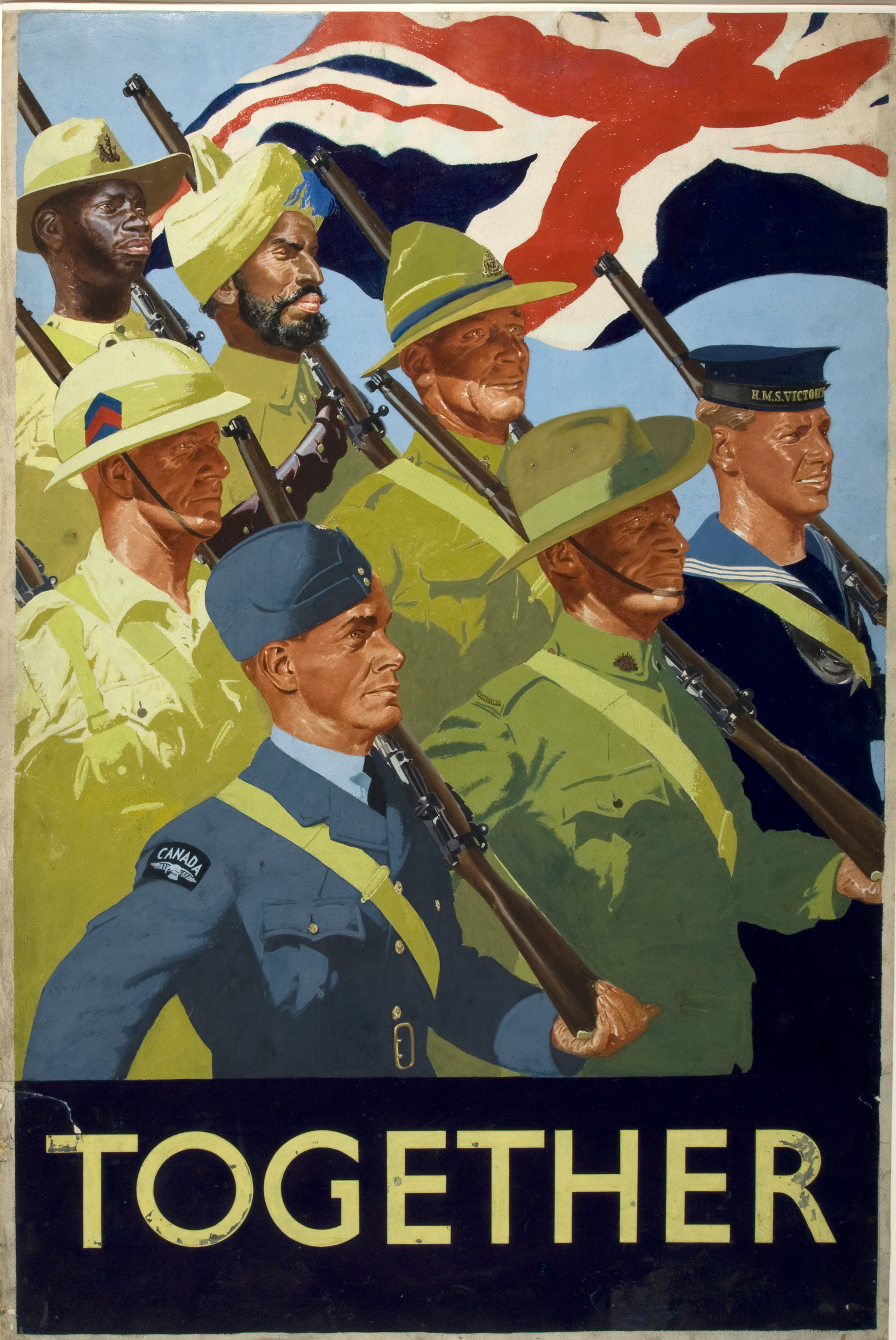
„Împreună” – afiș britanic de propagandă

Biroul Orientului Îndepărtat era responsabil de toată propaganda explicită din India și de tipărirea de broșuri și ziare care urmau să fie difuzate acolo. Propaganda din prima linie pentru soldații Indieni era asigurată de Cartierul General al Indiei (GHQ).
Cea mai mare parte a propagandei britanice a fost difuzată prin intermediul ziarelor, al radioului și al ziarelor de știri cu format redus și al foilor volante tipărite. Un ziar de știri a fost intitulată „Hamara Hindustan” și a fost o publicație săptămânală de patru pagini cu informații despre progresul războiului în Europa și Asia, precum și hărți și fotografii. Acest ziar a fost tipărit în urdu și difuzat pentru prima dată la începutul anului 1944 de către Cartierul General (GHQ) al Indiei. Numeroși fluturași și multe ziare au fost destinate în mod special spre sfârșitul războiului trupelor indiene.

## Propaganda Axei în India

### Propaganda germană în India
La începutul celui de-al Doilea Război Mondial, germanii au ezitat să se implice în India, deoarece aceasta făcea parte din Imperiul Britanic. Subhas Chandra Bose⁠(d) a fost principala forță care i-a îndemnat pe germani și puterile Axei să lanseze în India campanii de propagandă. Bose a fost un lider naționalist indian de seamă care a cerut ajutorul puterilor Axei în timpul celui de-al Doilea Război Mondial în speranța obține rii independenței față de britanici. Cu ajutorul naziștilor, Bose a creat un post de radio numit Azad Hind Radio (Radio India Liberă)⁠(d):96. Prima declarație a lui Bose la Radio Azad Hind a avut loc la 28 februarie 1942. Tema principală a acestei emisiuni a fost antibritanică și naționalistă, incluzând declarații precum: 
{{quote box|width=100%|quote=Pentru alte națiuni, imperialismul britanic poate fi dușmanul de astăzi, dar pentru India, acesta este dușmanul etern....Stând la una dintre răscrucile istoriei mondiale, declar solemn, în numele tuturor indienilor iubitori de libertate din India și din străinătate, că vom continua să luptăm împotriva imperialismului britanic până când India va fi din nou stăpâna destinului său. În timpul acestei lupte și în reconstrucția care va urma, vom coopera din toată inima cu toți cei care ne vor ajuta să învingem dușmanul comun....Ora salvării Indiei este aproape:89În urma acestei emisiuni, Joseph Goebbels, ministrul Propagandei Reichului, a scris: „Vom începe acum lupta noastră oficială în numele Indiei.”:90 Emisiunile au fost difuzate în mod repetat pe posturile de radio ale Axei din întreaga lume și la cel puțin o duzină de posturi ale Axei din India:96. Bose a continuat să realizeze emisiuni la Azad Hind Radio, concentrându-se în principal pe independența Indiei și pe teme antibritanice și antialiate.
În afară de Bose, Germania s-a bazat pe simpatia pentru ideile lor, în special în Bengal. Germanii au tradus cartea lui Hitler, Mein Kampf, în toate limbile importante ale subcontinentului indian ca să își disemineze convingerile. De asemenea, au trimis prin poștă literatură pro-nazistă publicațiilor și cluburilor germane.

### Propaganda japoneză în India
Japonezii priveau India ca pe o parte potențială a sferei lor de coprosperitate din Asia de Est și au planificat de la începutul războiului subminarea trupelor indiene. Ei doreau o organizație pro-indiană independentă până în momentul în care au atacat Statele Unite și au contribuit la crearea Armatei Naționale Indiene (INA). La crearea INA, japonezii au fost de acord să acorde ajutor, cooperare și alianță în mod temeinic. Japonezii l-au considerat pe Subhas Chandra Bose⁠(d) drept liderul probabil al INA.
Propaganda japoneză către trupele indiene a fost realizată în principal prin intermediul foilor volante și al radioului. Foile volante distribuite trupelor indiene, în special de-a lungul regiunii de frontieră, le cereau să se alăture japonezilor și să ajute la eliberarea Indiei.
Un post de radio „India liberă” a fost instalat la Saigon, încurajându-i pe indieni să lanseze o revoluție anticolonială în timp ce britanicii erau slabi și ocupați în altă parte. De asemenea, au fost instalate emițătoare „Independența Indiei” în Bangkok și Singapore, precum și o „Stație musulmană indiană”

## În afara granițelor Indiei

### Propaganda britanică destinată trupelor indiene
Scopul principal al propagandei britanice destinată trupelor indiene a fost menținerea moralului indienilor și contracararea propagandei Axie. Pentru contracararea foilor volante de propagandă ale Axei aruncate asupra trupelor indiene, guvernul britanic a dezvoltat o campanie de propagandă care a inclus foi volante și emisiuni radio pentru trupele indiene. Campania de broșuri a avut un succes deosebit, mulți soldați indieni care luptau împotriva britanicilor predându-se ca urmare a broșurilor. În 1944, campania a ajuns la 1,5 milioane de foi volante aruncate lunar asupra soldaților Armatei Naționale Indiene care luptau pentru Axă. Au fost distribuite numeroase foi volante care garantau călătoria în siguranță a indienilor care luptau împotriva Aliaților și care se predau și avertizau cu privire la pericolele colaborării cu inamicul.
Britanicii au influențat, de asemenea, trupele indiene care luptau alături de japonezi prin difuzarea de muzică japoneză la difuzoare, împreună cu rapoarte despre înfrângerile japonezilor și apeluri la dezertare. În foile volante, britanicii au folosit zvonuri și aluzii pentru demoralizarea trupelor indiene aliate cu japonezii

### Propaganda Axei la adresa trupelor indiene
Autoritățile naziste au conceput o serie de foi volante de propagandă destinate trupelor indiene pe care le-au aruncat în spatele liniilor aliate în timpul războiului. Printre temele comune ale acestor broșuri se numărau afirmațiile conform cărora trupele indiene erau folosite pe post de carne de tun, promovarea dezbinării între ofițerii britanici și trupele indiene aflate sub comanda lor și încurajarea trupelor indiene să dezerteze de partea Axei. Aceste foi volante au fost distribuite în multe dintre limbile subcontinentului indian.

### Propaganda împotriva naționalismului indian în Statele Unite
După începutul celui de-al Doilea Război Mondial, autoritățile americane s-au opus propagandei străine și s-a arătat suspicioasă față de aceasta. Acest lucru nu a împiedicat Marea Britanie să desfășoare o campanie de propagandă continuă în Statele Unite cu privire la India:4.
Dată fiind condiția de fostă colonie a Imperiului Britanic, SUA a simpatizat în mod automat cu apelurile pentru independența Indiei. De la mijlocul anului 1941, președintele Roosevelt a exercitat presiuni constante asupra lui premierului Churchill pentru ca să se ajungă la o înțelegere politică cu India:xi. Au fost exercitate presiuni în acest sens și și din partea Partidului Congresului Național Indian, a Chinei și a Partidului Laburist din Marea Britanie.

Propaganda britanică privind India în Statele Unite a avut ca scop convingerea președintelui Franklin Delano Roosevelt că acordarea independenței Indiei nu este o alternativă viabilă:xi.
Campania a fost inițiată în 1942. Începând din ianuarie 1942, Ambasada Marii Britanii la Washington, precum și surse guvernamentale britanice și indiene, au difuzat materiale de propagandă în presa americană. Această propagandă a fost lansată în special în pregătirea anunțării Misiunii Cripps, o propunere de acordare necondiționată a autonomiei Indiei. Propaganda britanică plasată în ziarele americane cu privire la ofertă a dat impresia că naționaliștii indieni o vor refuza:3.
Temele campaniei de propagandă au inclus elemente precum: 
- Competența britanică în problemele Indiei.
- Bilanțul Marii Britanii în India și legăturile istorice cu această țară.
- Complexitatea societății indiene.
- Ideea că nu există alternativă la dominația britanică în India.
- Responsabilitatea britanică față de India și poporul său.
- Eforturile Marii Britanii de a oferi Indiei un anumit grad de autoguvernare.
- Discreditarea liderilor naționaliști indieni, în special caracterizarea unor lideri precum Jawaharlal Nehru ca fiind politicieni și gânditori naivi, sau ca fiind lideri potențial valoroși, aflați însă sub influența nesănătoasă a lui Mohandas Karamchand Gandhi.
- Discreditarea lui Mohandas Karamchand Gandhi.

Metodele de răspândire a propagandei au inclus utilizarea mass-mediei americane pentru promovarea idei anti-indiene, publicarea sau subvenționarea publicării de cărți naționaliste anti-indiene și influențarea liderilor politici importanți, inclusiv a președintelui Roosevelt, care a avut o relație îndelungată cu prim-ministrul Churchill.
Un rezultat al campaniei de propagandă britanică în Statele Unite a fost o reacție împotriva Marii Britanii ca urmare a reprimării mișcării Quit India (Părăsiți India), inspirată de Gandhi. În cele din urmă, campania nu a avut succes deoarece opinia publică americană era în favoarea independenței Indiei:3.

### Propaganda naționalistă indiană în Statele Unite
Liderii naționaliști indieni au combătut propaganda britanică din SUA cu privire la India în principal prin publicarea de broșuri, reviste, articole în ziare și organizarea de evenimente. Cea mai mare broșură lunară era intitulată „India Today” și era publicată de India League of America. Această publicație a fost o oportunitate de prezentare a argumentelor în favoarea independenței ale Partidului Congresului Indian naționalist și, în special, ale liderului Jawaharlal Nehru:2. India League of America a publicat în 1942 câteva foi volante cu titluri precum „India: Poziția ei într-o lume în schimbare”, „Furtună asupra Indiei” și „Pot indienii să se unească?” Aceste publicații nu au avut un impact semnificativ asupra opiniei publice americane. O reclamă de o pagină sponsorizată de Liga Indiei și publicată în Washington Post pe 19 mai 1943 sublinia că „Timpul pentru mediere este ACUM” și enumera numele americanilor influenți care susțineau independența Indiei, furnizând și motive pentru care aceasta era importantă.
Liga Indiei a organizat, de asemenea, evenimente, inclusiv mitinguri în New York, Boston și Washington, D.C.
De asemenea, mișcarea pro-India și-a difuzat ideile în diverse publicații, în primul rând în revista „Voice of India” și prin articole scrise de jurnaliști și profesori universitari simpatizanți.